# 维勒纳沃
维勒纳沃（法語：Villenave，法語發音：[vilnav]）是法国朗德省的一个市镇，位于该省中部，属于达克斯区。

## 地理
维勒纳沃（43°58'4"N, 0°48'27"W）面积27.37 平方千米，位于法国新阿基坦大区朗德省，该省份为法国西南部沿海省份，是法國本土面积第二大的省，北起吉倫特省，西临大西洋，南至大西洋比利牛斯省，东临热尔省，东北与洛特-加龍省接壤。
与维勒纳沃接壤的市镇（或旧市镇、城区）包括：阿朗戈斯、贝隆格、乌斯-叙藏、里永德朗德、伊戈圣萨蒂尔南、新莫尔桑克斯。

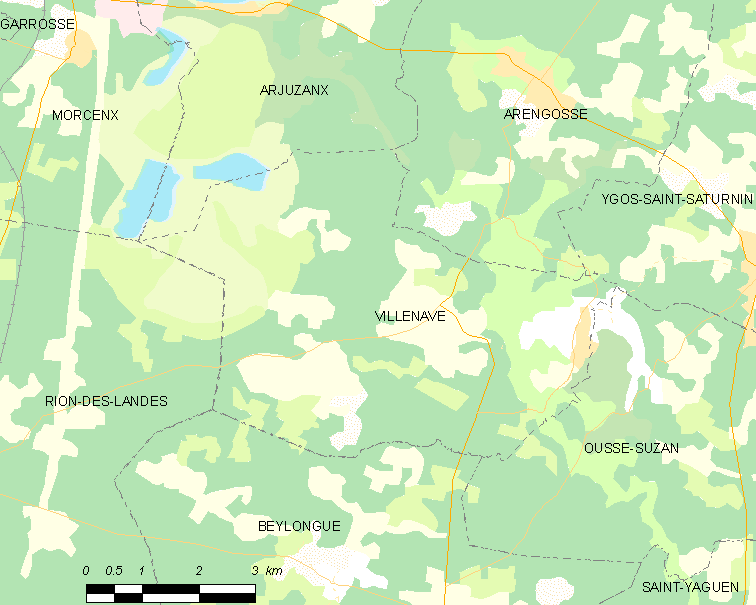
维勒纳沃的OSM定位图

维勒纳沃的时区为UTC+01:00、UTC+02:00（夏令时）。

## 行政
维勒纳沃的邮政编码为40110，INSEE市镇编码为40330。

## 政治
维勒纳沃所属的省级选区为莫尔桑克斯-塔尔塔斯地区县。

## 人口

1962-2008年间维勒纳沃人口变化图示

维勒纳沃于2022年1月1日时的人口数量为313人。